# Torta de avena
Una torta de avena (en inglés oatcake) es un tipo de cracker o panqueque elaborado con copos de avena (oatmeal) y a veces también de avena. Las tortas de avena se cocinan en una plancha.
Las tortas de avena son más familiares en Estados Unidos bajo una forma parecida, el Johnnycake, hecho de harina de maíz y cocinado a menudo sobre una tabla, plancha o incluso piedras, como los escoceses hacían en el pasado.

## Tortas de avena escocesas

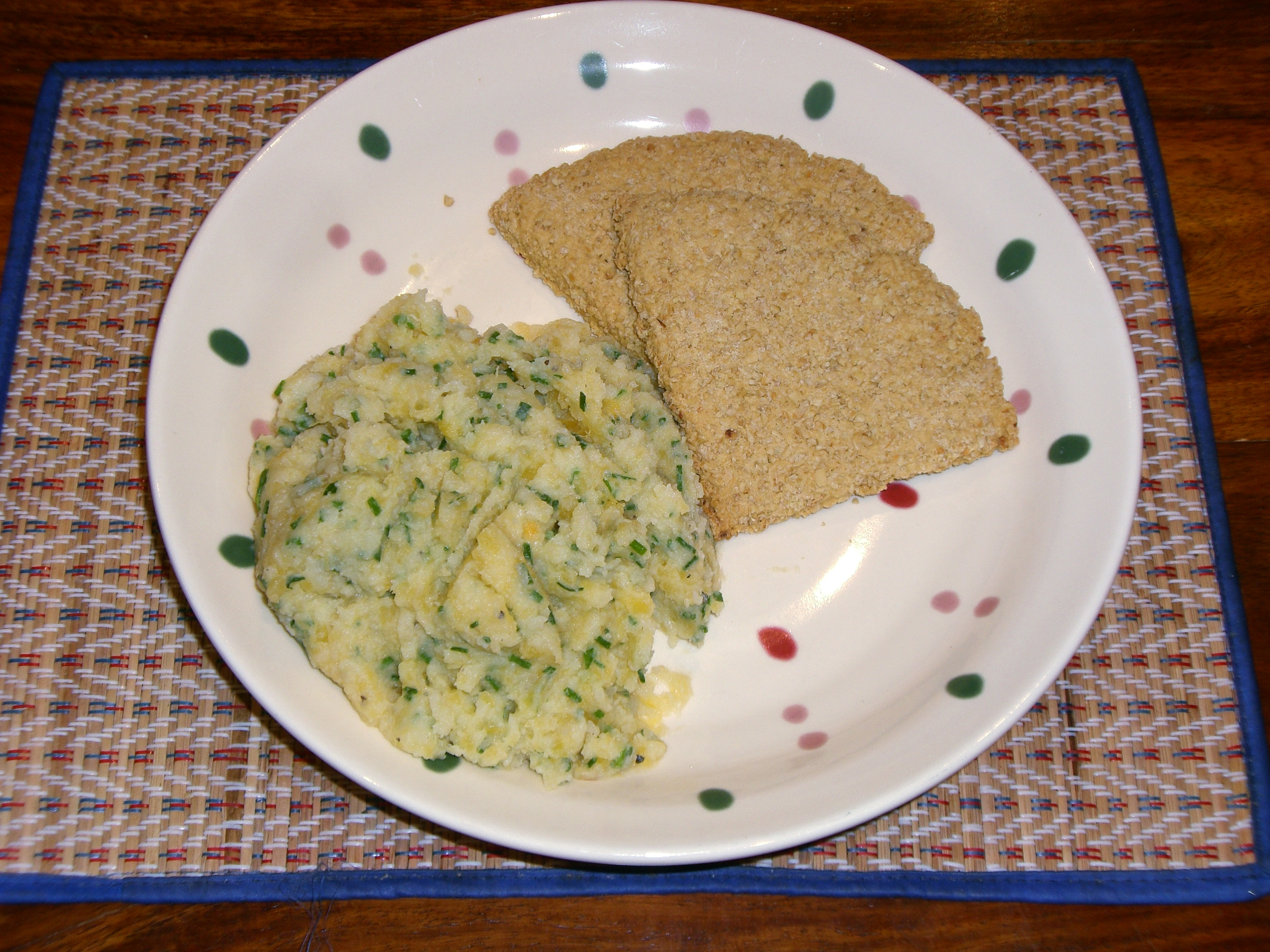
Tortas de avena con clapshot.

Las tortas de avena son ampliamente consideradas como el pan nacional de Escocia, posición que han ostentado durante muchos siglos. Incluso fueron cocinadas por los romanos en Escocia. Se hacen casi completamente de avena, el único cereal que prospera en los Highlands escoceses. Tradicionalmente, cada comunidad tenía su propio molino para moler la avena de las cosechas locales y abastecer de copos de avena a todos los hogares. Estos copos formaban la dieta básica de los highlanders: gachas y tortas de avena.
Los soldados escoceses del siglo XIV llevaban consigo una placa de metal y un saco de copos de avena. Según los relatos de la época, la placa podía calentarse al fuego y humedecerse un puñado de copos de avena para prepara una torta que «consolaba su estómago. Por eso no debe sorprender que los escoceses fueran capaces de hacer marchas más largas que otros hombres.»
Actualmente se comercializan muchas marcas de tortas de avena. También se producen tortas parecidas en Irlanda, en una tradición compartida con los escoceses.

## Tortas de avena del norte de Staffordshire

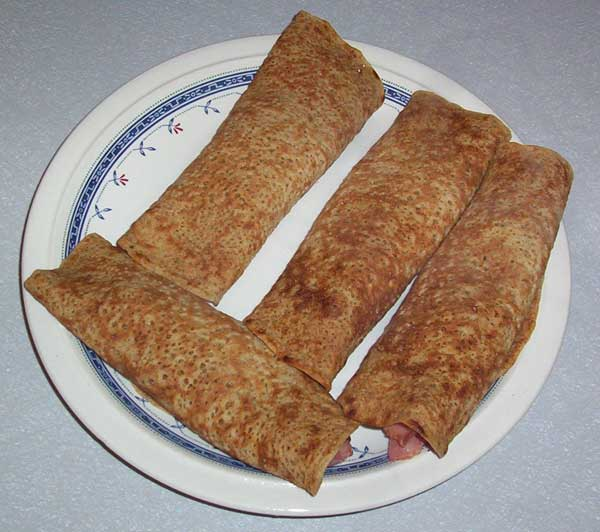
Tortas de avena del norte de Staffordshire con panceta y queso.

La torta de avena del norte de Staffordshire (North Staffordshire oatcake) es un tipo de panqueque hecho con copos de avena, harina y levadura que se cocina sobre una plancha. Es una especialidad local de la región del norte de Staffordshire (Inglaterra).
Las tortas de avena de Derbyshire son parecidas a las de Staffordshire, pero aunque siguen una receta parecida o incluso idéntica, suelen ser mayores en diámetro y más gruesas.
Antiguamente era frecuente que las tortas de avena se vendieran directamente en las ventanas de las casas a los clientes de la calle. Aunque siguen quedan muchos negocios pequeños que venden tortas, esta costumbre ha caído en desuso. Los grandes fabricantes las comercializan en supermercados y otras cadenas de distribución grandes.
Cuando está precocinada, la torta de avena puede considerarse un tipo de comida rápida. Las tiendas de la región suelen ofrecer tortas rellenas de queso, tomate, cebolla, panceta, salchicha y huevo. También pueden tomarse con rellenos dulces, como sirope dorado, mermelada o plátano, si bien es menos común. Tradicionalmente se recalientan al vapor entre dos planchas sobre una cacerola con agua o actualmente en un microondas, si bien algunos prefieren freírlas en mantequilla o asarlas a la plancha.